# Uczta (album)
Uczta – trzeci album studyjny polskiej piosenkarki Sanah. Wydawnictwo ukazało się 15 kwietnia 2022 nakładem wytwórni muzycznej Magic Records w dystrybucji Universal Music Polska.
Album jest utrzymany w stylu muzyki pop i składa się z wersji standardowej (1 CD), deluxe (1 CD), limitowanej deluxe box (1 CD i torba) oraz płyty analogowej.
Płyta zadebiutowała na 1. miejscu polskiej listy sprzedaży – OLiS. Wydawnictwo uzyskało status podwójnej diamentowej płyty, przekraczając liczbę 300 tysięcy sprzedanych kopii. Album był najlepiej sprzedającą się płytą w Polsce w 2022.
Nagrania były promowane singlami: „Mamo tyś płakała”, „Szary świat”, „Czesława”, „Tęsknię sobie”, „Audi”, „Sen we śnie”, „Baczyński (Pisz do mnie listy)”, „Eldorado”, „Oscar”, „
Ostatnia nadzieja” i „
Święty Graal”.

## Lista utworów
| Uczta – Wersja standardowa | Uczta – Wersja standardowa                             | Uczta – Wersja standardowa                        | Uczta – Wersja standardowa                                          | Uczta – Wersja standardowa |
| Nr                         | Tytuł utworu                                           | Słowa                                             | Muzyka                                                              | Długość                    |
| -------------------------- | ------------------------------------------------------ | ------------------------------------------------- | ------------------------------------------------------------------- | -------------------------- |
| 1.                         | „Czesława” (oraz Natalia Grosiak)                      | Zuzanna Jurczak, Natalia Grosiak                  | Zuzanna Jurczak                                                     | 4:23                       |
| 2.                         | „Szary świat” (oraz Kwiat Jabłoni)                     | Zuzanna Jurczak                                   | Zuzanna Jurczak                                                     | 3:24                       |
| 3.                         | „Sen we śnie” (oraz Grzegorz Turnau)                   | Edgar Allan Poe                                   | Zuzanna Jurczak                                                     | 3:26                       |
| 4.                         | „Tęsknię sobie” (oraz Artur Rojek)                     | Zuzanna Jurczak, Artur Rojek                      | Zuzanna Jurczak                                                     | 4:49                       |
| 5.                         | „Ostatnia nadzieja” (oraz Dawid Podsiadło)             | Zuzanna Jurczak, Dawid Podsiadło                  | Zuzanna Jurczak, Jakub Galiński                                     | 3:45                       |
| 6.                         | „Mamo tyś płakała” (oraz Igor Herbut)                  | Zuzanna Jurczak, Igor Herbut                      | Zuzanna Jurczak                                                     | 3:00                       |
| 7.                         | „Eldorado” (oraz Daria Zawiałow)                       | Zuzanna Jurczak, Daria Zawiałow                   | Zuzanna Jurczak, Arkadiusz Kopera                                   | 4:11                       |
| 8.                         | „Baczyński (Pisz do mnie listy)” (oraz Ania Dąbrowska) | Krzysztof Kamil Baczyński                         | Zuzanna Jurczak                                                     | 2:54                       |
| 9.                         | „Audi” (oraz Miętha)                                   | Zuzanna Jurczak, Sebastian Morgoś, Oskar Augustyn | Zuzanna Jurczak, Sebastian Morgoś, Oskar Augustyn, Arkadiusz Kopera | 3:44                       |
| 10.                        | „Oscar” (oraz Vito Bambino)                            | Zuzanna Jurczak, Mateusz Dopieralski              | Zuzanna Jurczak, Mateusz Dopieralski, Jakub Galiński                | 3:18                       |
|                            |                                                        |                                                   |                                                                     | 36:54                      |

| Uczta – Wersja Deluxe | Uczta – Wersja Deluxe                                  | Uczta – Wersja Deluxe                             | Uczta – Wersja Deluxe                                        | Uczta – Wersja Deluxe |
| Nr                    | Tytuł utworu                                           | Słowa                                             | Muzyka                                                       | Długość               |
| --------------------- | ------------------------------------------------------ | ------------------------------------------------- | ------------------------------------------------------------ | --------------------- |
| 1.                    | „Czesława” (oraz Natalia Grosiak)                      | Zuzanna Jurczak, Natalia Grosiak                  | Zuzanna Jurczak                                              | 4:23                  |
| 2.                    | „Szary świat” (oraz Kwiat Jabłoni)                     | Zuzanna Jurczak                                   | Zuzanna Jurczak                                              | 3:24                  |
| 3.                    | „Sen we śnie” (oraz Grzegorz Turnau)                   | Edgar Allan Poe                                   | Zuzanna Jurczak                                              | 3:26                  |
| 4.                    | „Tęsknię sobie” (oraz Artur Rojek)                     | Zuzanna Jurczak, Artur Rojek                      | Zuzanna Jurczak                                              | 4:49                  |
| 5.                    | „Ostatnia nadzieja” (oraz Dawid Podsiadło)             | Zuzanna Jurczak, Dawid Podsiadło                  | Zuzanna Jurczak, Jakub Galiński                              | 3:45                  |
| 6.                    | „Mamo tyś płakała” (oraz Igor Herbut)                  | Zuzanna Jurczak, Igor Herbut                      | Zuzanna Jurczak                                              | 3:00                  |
| 7.                    | „Eldorado” (oraz Daria Zawiałow)                       | Zuzanna Jurczak, Daria Zawiałow                   | Zuzanna Jurczak, Arkadiusz                                   | 4:11                  |
| 8.                    | „Baczyński (Pisz do mnie listy)” (oraz Ania Dąbrowska) | Krzysztof Kamil Baczyński                         | Zuzanna Jurczak                                              | 2:54                  |
| 9.                    | „Audi” (oraz Miętha)                                   | Zuzanna Jurczak, Sebastian Morgoś, Oskar Augustyn | Zuzanna Jurczak, Sebastian Morgoś, Oskar Augustyn, Arkadiusz | 3:44                  |
| 10.                   | „Oscar” (oraz Vito Bambino)                            | Zuzanna Jurczak, Mateusz Dopieralski              | Zuzanna Jurczak, Mateusz Dopieralski, Jakub Galiński         | 3:18                  |
| 11.                   | „Święty Graal” (oraz ten Stan)                         | Zuzanna Jurczak, Stanisław Grabowski              | Zuzanna Jurczak                                              | 3:15                  |
|                       |                                                        |                                                   |                                                              | 40:09                 |

Uwagi:
- W utworach: „Ostatnia nadzieja”, „Audi” i „Oscar” tytuły piosenek są stylizowane na wszystkie małe litery.
- Utwór „Sen we śnie” to wiersz Edgara Allana Poego pod tym samym tytułem w przekładzie Włodzimierza Lewika.
- Utwór „Baczyński (Pisz do mnie listy)” to wiersz Krzysztofa Kamila Baczyńskiego pod tytułem Pisz do mnie listy.

## Promocja

### Uczta Tour
Opracowano na podstawie materiału źródłowego.
Podczas każdego koncertu piosenkarce towarzyszył gość specjalny, który śpiewał gościnnie na albumie studyjnym Uczta. Dodatkowo na wszystkich koncertach śpiewała fragmenty poezji „Sen” (fragment utworu z tekstem Adama Mickiewicza) i „Warszawa” (fragment utworu z tekstem Juliana Tuwima).
Muzykami sesyjnymi na czas tej trasy była orkiestra smyczkowa Polish Soloists z Piły, która grała fragmenty dzieła Antonia Vivaldiego „Cztery pory roku” oraz aranżacje utworów artystki. Ponadto piosenkarkę wspierał jej zespół: Stanisław „ten Stan” Grabowski (gitara), Krzysztof Baranowski (gitara), Wojciech Roszak (gitara basowa), Szymon Klekowicki (instrumenty dęte), Emil Wolski (perkusja), Paweł Odoszewski (instrumenty klawiszowe) i chórki oraz choreografia: Agnieszka (Aga Laura) Bojarska i Klara Zaczkowska.
| Data             | Miejscowość   | Obiekt                | Gość specjalny  | Utwory zaśpiewane z gośćmi specjalnymi                                   |
| ---------------- | ------------- | --------------------- | --------------- | ------------------------------------------------------------------------ |
| 30 kwietnia 2022 | Gdańsk, Sopot | Ergo Arena            | Dawid Podsiadło | „Ostatnia nadzieja” „Małomiasteczkowy” „Najnowszy klip”                  |
| 2 maja 2022      | Poznań        | MTP – Pawilon 5       | Miętha          | „Audi” „Wino”                                                            |
| 7 maja 2022      | Tarnów        | Arena Jaskółka Tarnów | Igor Herbut     | „Mamo tyś płakała” (oraz Lidia Stępkowska) „Scarlett” „Krakowski spleen” |
| 14 maja 2022     | Gliwice       | Arena Gliwice         | Natalia Grosiak | „Czesława” „Tak mi się nie chce” „Takiego chłopaka”                      |
| 15 maja 2022     | Lublin        | Hala „Globus”         | Ania Dąbrowska  | „Baczyński (Pisz do mnie listy)” „Z Tobą nie umiem wygrać”               |
| 22 maja 2022     | Toruń         | Arena Toruń           | Igor Herbut     | „Mamo tyś płakała” (oraz Lidia Stępkowska) „Scarlett” „Krakowski spleen” |
| 25 maja 2022     | Łódź          | Atlas Arena           | Artur Rojek     | „Tęsknię sobie” „Syreny” „Długość dźwięku samotności”                    |
| 26 maja 2022     | Kraków        | Tauron Arena Kraków   | Artur Rojek     | „Tęsknię sobie” „Syreny” „Długość dźwięku samotności”                    |
| 27 maja 2022     | Wrocław       | Hala „Orbita”         | Natalia Grosiak | „Czesława” „Tak mi się nie chce” „Takiego chłopaka”                      |
| 28 maja 2022     | Szczecin      | Netto Arena           | Grzegorz Turnau | „Sen we śnie” „Znów wędrujemy”                                           |
| 7 czerwca 2022   | Warszawa      | Hala Torwar           | Kwiat Jabłoni   | „Szary świat” „Drogi proste” „Dziś późno pójdę spać”                     |
| 8 czerwca 2022   | Warszawa      | Hala Torwar           | Daria Zawiałow  | „Eldorado” „Hej Hej!”                                                    |
| 8 czerwca 2022   | Warszawa      | Hala Torwar           | Igor Herbut     | „Mamo tyś płakała” (oraz Lidia Stępkowska)                               |
| 8 czerwca 2022   | Warszawa      | Hala Torwar           | Natalia Grosiak | „Czesława”                                                               |
| 8 czerwca 2022   | Warszawa      | Hala Torwar           | Vito Bambino    | „Ale jazz!”                                                              |
| 8 czerwca 2022   | Warszawa      | Hala Torwar           | Artur Rojek     | „Tęsknię sobie”                                                          |

## Twórcy
Opracowano na podstawie materiału źródłowego.
| - Zuzanna Jurczak – słowa, muzyka, skrzypce, fortepian, śpiew, chórki - Igor Herbut – słowa, gościnnie w utworze „Mamo tyś płakała” - Kwiat Jabłoni – gościnnie w utworze „Szary świat” - Natalia Grosiak – słowa, gościnnie w utworze „Czesława” - Artur Rojek – słowa, gościnnie w utworze „Tęsknię sobie” - Miętha – słowa, muzyka, gościnnie w utworze „Audi” - Grzegorz Turnau – gościnnie w utworze „Sen we śnie” - Ania Dąbrowska – gościnnie w utworze „Baczyński (Pisz do mnie listy)” - Daria Zawiałow – słowa, gościnnie w utworze „Eldorado” - Mateusz Dopieralski – słowa, muzyka, gościnnie w utworze „Oscar” - Dawid Podsiadło – słowa, gościnnie w utworze „Ostatnia nadzieja” - ten Stan – słowa, gościnnie w utworze „Święty Graal” |  | - Paweł Odoszewski – produkcja, aranżacja, fortepian w utworach „Mamo tyś płakała”, „Baczyński (Pisz do mnie listy)” i „Święty Graal” - Dominic Buczkowski-Wojtaszek – produkcja, miksowanie utworu „Szary świat” - Patryk Kumór – produkcja, miksowanie utworu „Szary świat” - Jakub Dąbrowski – produkcja utworu „Czesława” - Arkadiusz Kopera – miksowanie, mastering utworów „Czesława”, „Audi”, „Sen we śnie”, „Baczyński (Pisz do mnie listy)”, „Eldorado” i „Święty Graal”, produkcja utworów „Audi” i „Eldorado” - Marek Dziedzic – produkcja utworu „Tęsknię sobie” - Jakub Galiński – miksowanie, produkcja utworu „Oscar” i „Ostatnia nadzieja” - Rafał Smoleń – mastering - Jacek Gawłowski – mastering - Michał Pańszczyk – zdjęcia |

## Pozycje na listach sprzedaży
| Kraj   | Lista (2022–23)          | Najwyższa pozycja |
| ------ | ------------------------ | ----------------- |
| Polska | OLiS – albumy            | 1                 |
| Polska | OLiS – albumy fizycznie  | 5                 |
| Polska | OLiS – albumy w streamie | 4                 |
| Polska | OLiS – albumy – winyle   | 1                 |

| Kraj   | Lista (2022)             | Pozycja |
| ------ | ------------------------ | ------- |
| Polska | OLiS – albumy            | 1       |
| Polska | Lista (2023)             | Pozycja |
| Polska | OLiS – albumy            | 6       |
| Polska | OLiS – albumy fizycznie  | 16      |
| Polska | OLiS – albumy w streamie | 6       |
| Polska | OLiS – albumy – winyle   | 24      |
| Polska | Lista (2024)             | Pozycja |
| Polska | OLiS – albumy            | 26      |
| Polska | OLiS – albumy fizycznie  | 65      |
| Polska | OLiS – albumy w streamie | 27      |

## Certyfikat
| Kraj          | Certyfikat          | Sprzedaż |
| ------------- | ------------------- | -------- |
| Polska (ZPAV) | 2× diamentowa płyta | 300 000+ |

## Wyróżnienia
| Rok  | Konkurs                 | Kategoria       | Rezultat  |
| ---- | ----------------------- | --------------- | --------- |
| 2023 | Bestsellery Empiku 2022 | Muzyka pop/rock | Wygrana   |
| 2023 | Fryderyki 2023          | Album roku pop  | Nominacja |